# Коблик, Евгений Александрович
Евгений Александрович Ко́блик (род. 1 августа 1963) — российский орнитолог и биогеограф, автор множества научных публикаций, старший научный сотрудник сектора орнитологии Зоологического музея МГУ, художник-анималист, телеведущий, исполнитель авторских песен.

## Биография
Родился 1 августа 1963 года в городе Железнодорожном Московской области. С детства увлёкся биологией и рисованием. Интерес к птицам возник в старших классах школы и в ранние студенческие годы.
В 1981—1986 годах учился на географическом факультете МГПИ. После второго курса принял участие в первой своей орнитологической экспедиции на север Вологодской области.
В МГПИ одновременно окончил факультет общественных профессий по специальности «Живопись, графика и история искусств».
С 1989 году стал работать в Зоологическом музее МГУ.
В 1997 году защитил кандидатскую диссертацию на тему «Комплексный анализ эколого-морфологического разнообразия овсянок (Emberizidae, Aves) Старого Света»).

## Членство в организациях
- 1995 — Член творческой ассоциации «32 августа».
- 2001 — Вице-президент Мензбировского орнитологического общества.

## Научная и просветительская деятельность
Является автором 260 научных статей, 23 научных и научно-популярных книг, 41 доклада на конференциях, 18 тезисов докладов, 8 научно-исследовательских работ. Является автором научно-популярных статей в таких журналах, как «Наука и жизнь», GEO, «Юный натуралист», «Вокруг света» и др. В авторском активе также нескольких научных монографий, множество журнальных статей, очерков в энциклопедиях[каких?]. Особым жанром являются авторские научные комментарии к современным изданиям Брэма, Одюбона, Гульда. Во многих изданиях Евгений Коблик выступает и как автор текста, и как художник-иллюстратор. В качестве художника-анималиста работает над полным собранием рисунков птиц России и сопредельных стран. Свыше 200 его иллюстраций включены в российские и международные издания, книги и справочники. Автор эскиза эмблемы Союза охраны птиц России с изображением тонкоклювого кроншнепа.
Является членом авторского коллектива телепередачи «Диалоги о животных», где выступает в роли научного консультанта, редактора текстов, сценаристом. В качестве автора сценариев и участник съёмок принимал участие в таких документальных телепроектах: «Подводные экспедиции» (10 фильмов) и «Экстремальная биология» (5 фильмов) — полнометражные фильмы, съёмки которых проходили при поддержке Русского географического общества.